# National Theater and Concert Hall

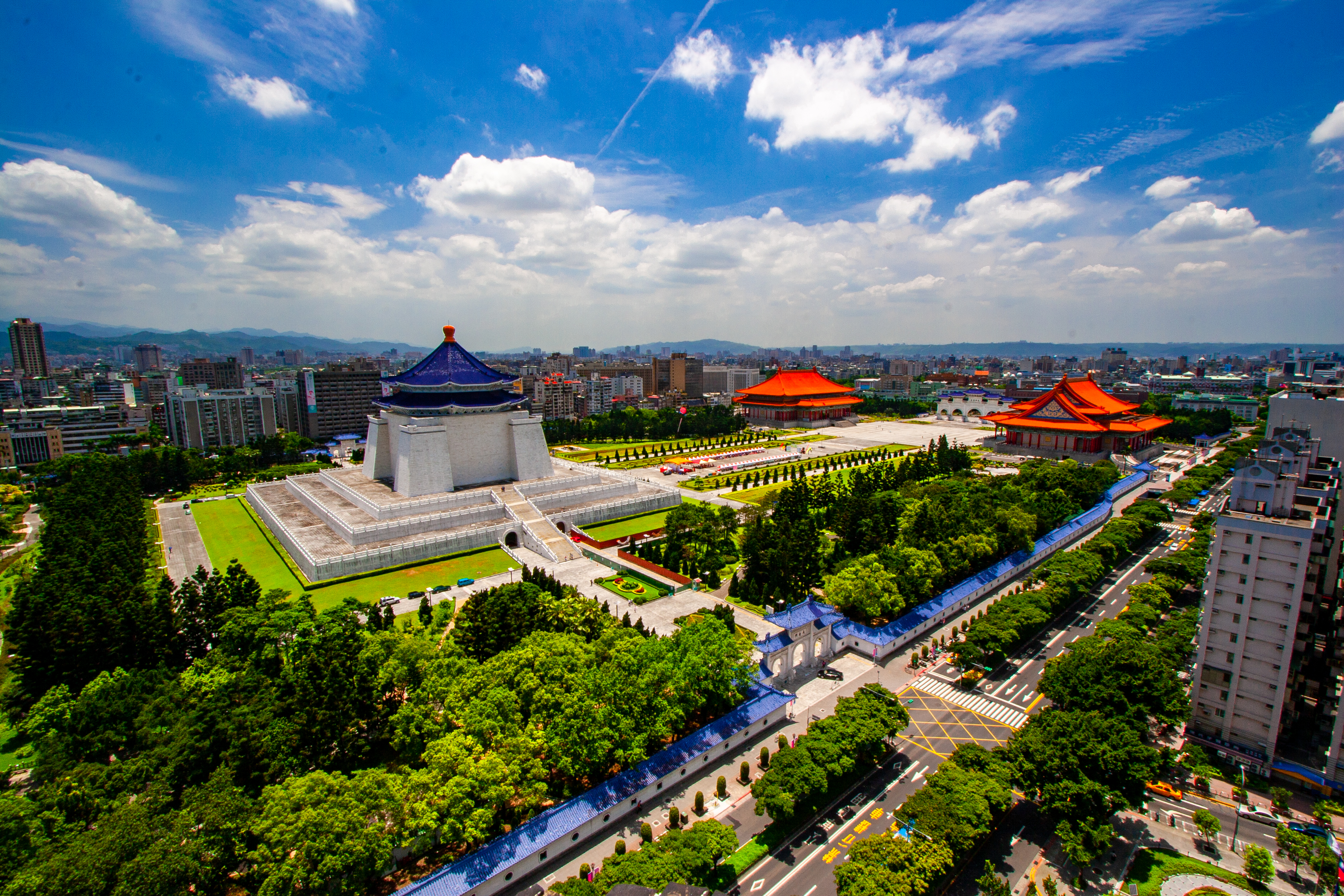
Gesamtansicht des Kulturzentrums

Die Zwillings-Veranstaltungsstätten National Theater and Concert Hall befinden sich auf dem  Liberty Square in Taipeh, der Hauptstadt der Republik China (Taiwan). Sie wurden in den 1980er Jahren errichtet und umfassen die sich gegenüber stehenden Gebäude eines Nationaltheaters (chinesisch 國家戲劇院) und einer Konzerthalle (chinesisch 國家音樂廳).

## Lage
Die Zwillingsbauten befinden sich im Kulturzentrum im Chiang Kai-shek Park im Stadtteil Zhongzheng von Taipeh. Sie rahmen das Kulturzentrum des Liberty Square im Norden (Konzerthalle) und Süden (Nationaltheater) ein. Auf der Ostseite liegt die Nationale Chiang-Kai-shek-Gedächtnishalle, der Haupteingang im Westen wird von einem fünfbögigen Tor, dem Liberal Democratic Square Arch gebildet.

## Geschichte
Im Rahmen einer Gestaltung für ein Kulturzentrum in Taipeh wurde im Jahr 1975 das Projekt National Theater and Concert Hall (NTCH) begonnen. Nach einer Bauzeit von über zehn Jahren wurde das gesamte Projekt  abgeschlossen. Am 31. Oktober 1987 erfolgte im Beisein von Präsident Lee Teng-hui und des Premierministers der Republik China Yu Kuo-hwa die Eröffnung der National Theater and Concert Hall. Die Frau des ehemaligen Präsidenten Chiang Kai-shek, Mrs. Song Meiling war ebenfalls anwesend. Am 2. April 2014 wurden im neu gegründeten National Performing Arts Center (NPAC) mehrere Veranstaltungsorte für kulturelle und darstellende Künste in einer Organisation vereinigt, namentlich das National Theatre and Concert Hall (NTCH), das National Taichung Theatre (NTT), das National Kaohsiung Center sowie das National Symphony Orchestra (NSO). Der Zusammenschluss soll die Verwaltung und den Betrieb der verschiedenen kulturellen Einrichtungen vereinfachen und verbessern. Im Jahr 2017 gab es im National Theater and Concert Hall eine Feier anlässlich ihres 30-jährigen Bestehens.

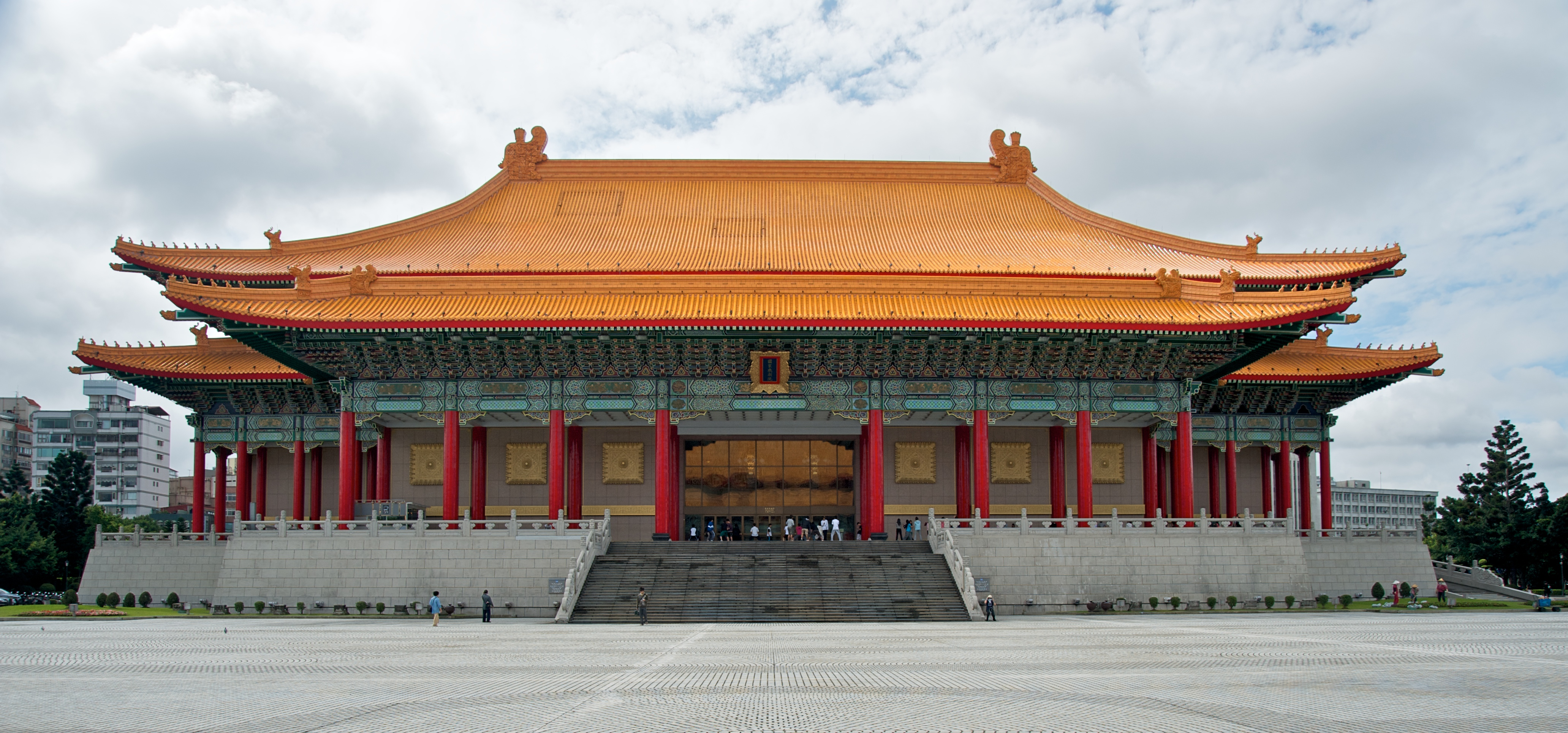
Nationaltheater
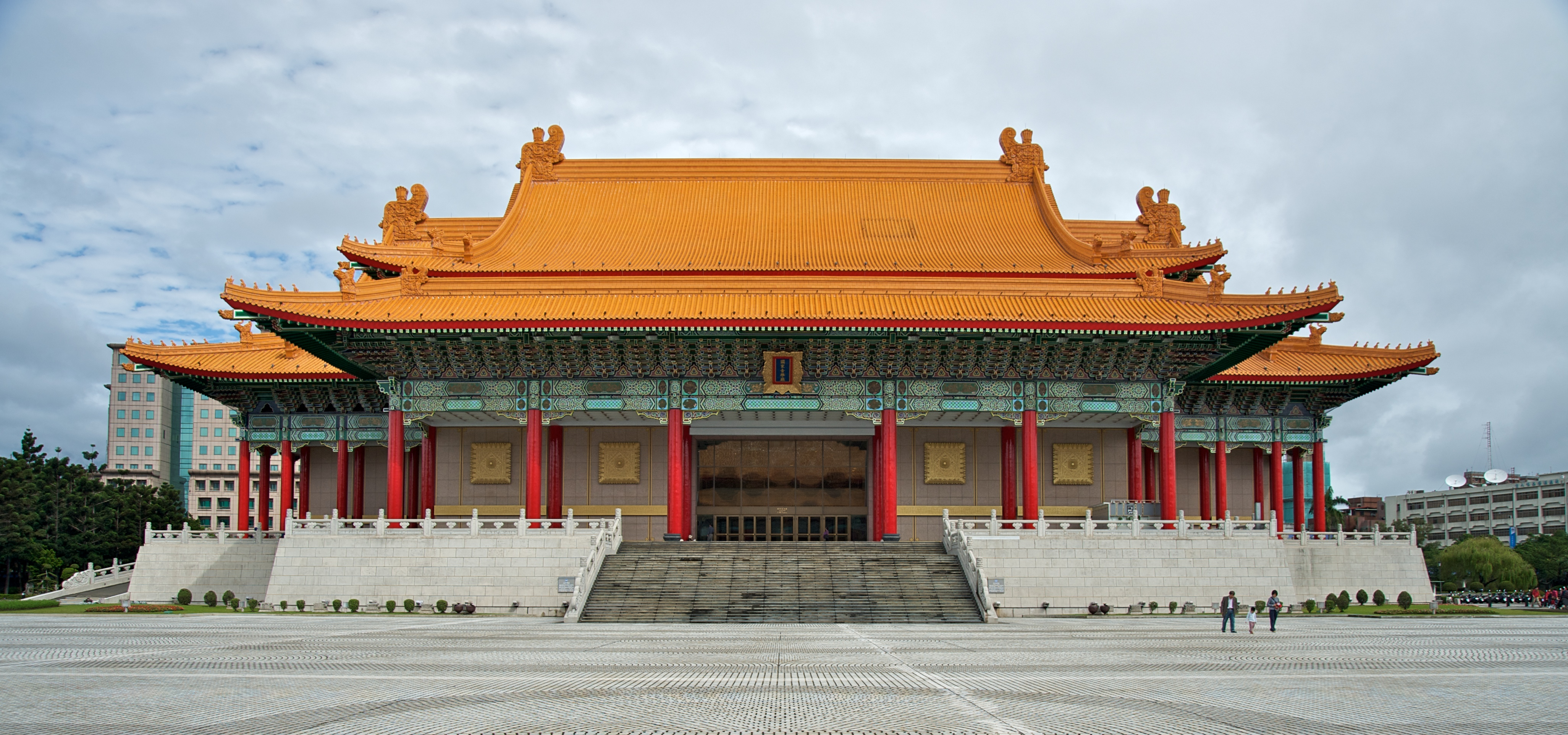
Konzerthalle

Zwischen 2014 und 2017 erfolgten Sanierungen der Bauwerke und eine teilweise Erneuerung des Inneren sowie der Ausstattung. Für die Bauüberwachung und den Bereich der Technik hatte das Betreiberkonsortium das deutsche Unternehmen Kunkel-Consulting beauftragt.

## Architektur

### Außen
Äußerlich sind das Nationaltheater und die Konzerthalle sehr ähnlich. Beim Bau wurden Materialien verwendet, die dem internationalen Qualitätsstandard entsprechen. Das Konzept entspricht weitgehend der klassischen chinesischen Architektur. Die Dächer sind mit roten Ziegeln eingedeckt und bilden einen Kontrast zu den blauen Ziegeln des Dachs der Chiang-Kai-shek-Gedächtnishalle. An den Enden des Dachfirsts der Zwillingsgebäude und einigen Seitenausläufen befinden sich Verzierungen mit Chiwen-Figuren. Chiwen ist ein chinesischer Drache, der in kaiserlichen Dachdekorationen und anderen Ziermotiven in traditioneller chinesischer Architektur und Kunst vielfach dargestellt wird. Die Traufseiten der Gebäude sind üppig bunt verziert. Sie sind außerdem mit farbenfrohen Kanten und Bögen, goldenen glasierten Seitenfliesen sowie Chinesischen Holzgittern reich verziert. Beide Gebäude stehen auf einem erhöhten Fundament. Zum Eingang und einem roten Säulengang führen steinerne Stufen.

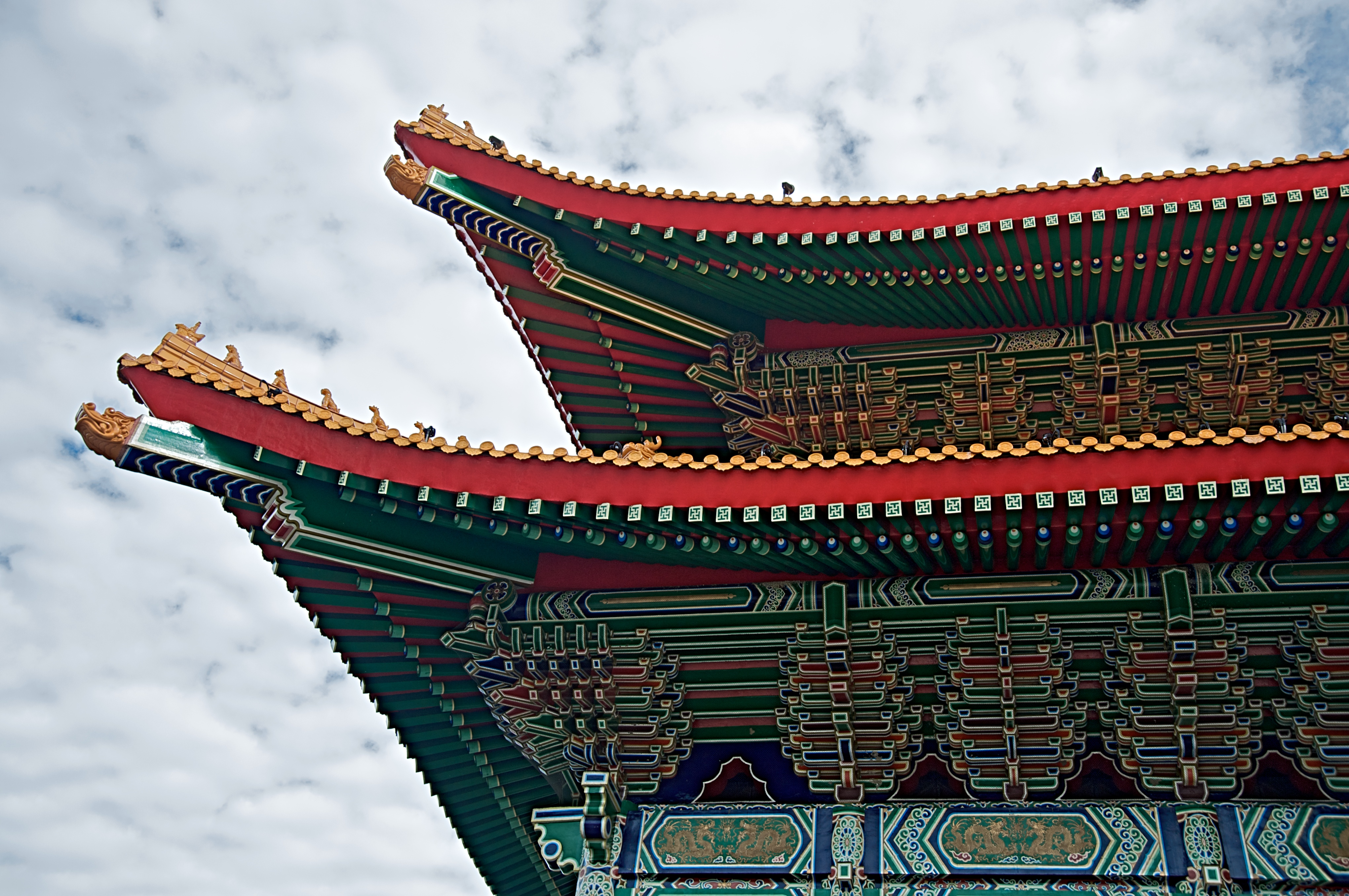
Traufseitenverzierungen
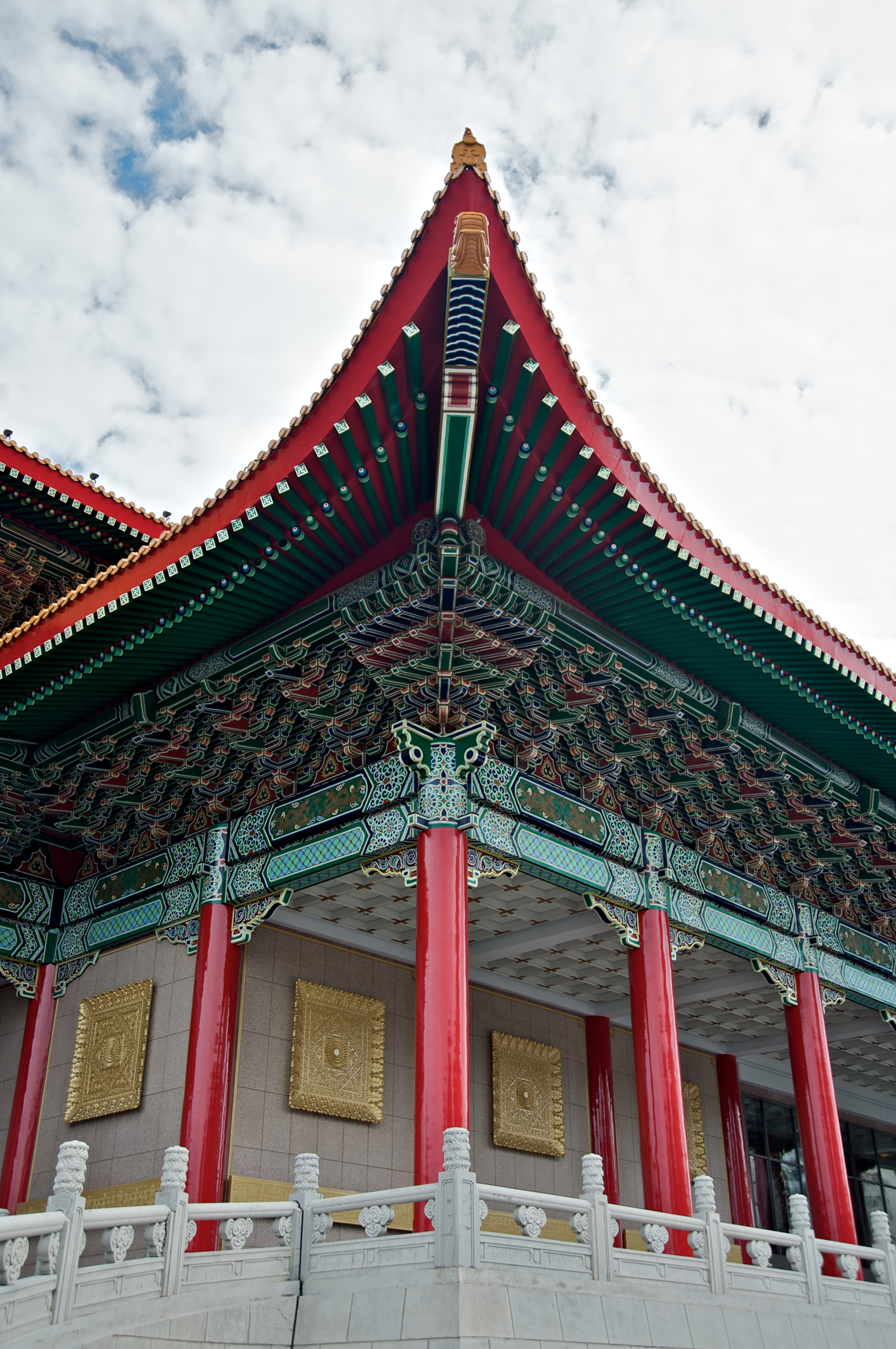
Rote Kolonnade
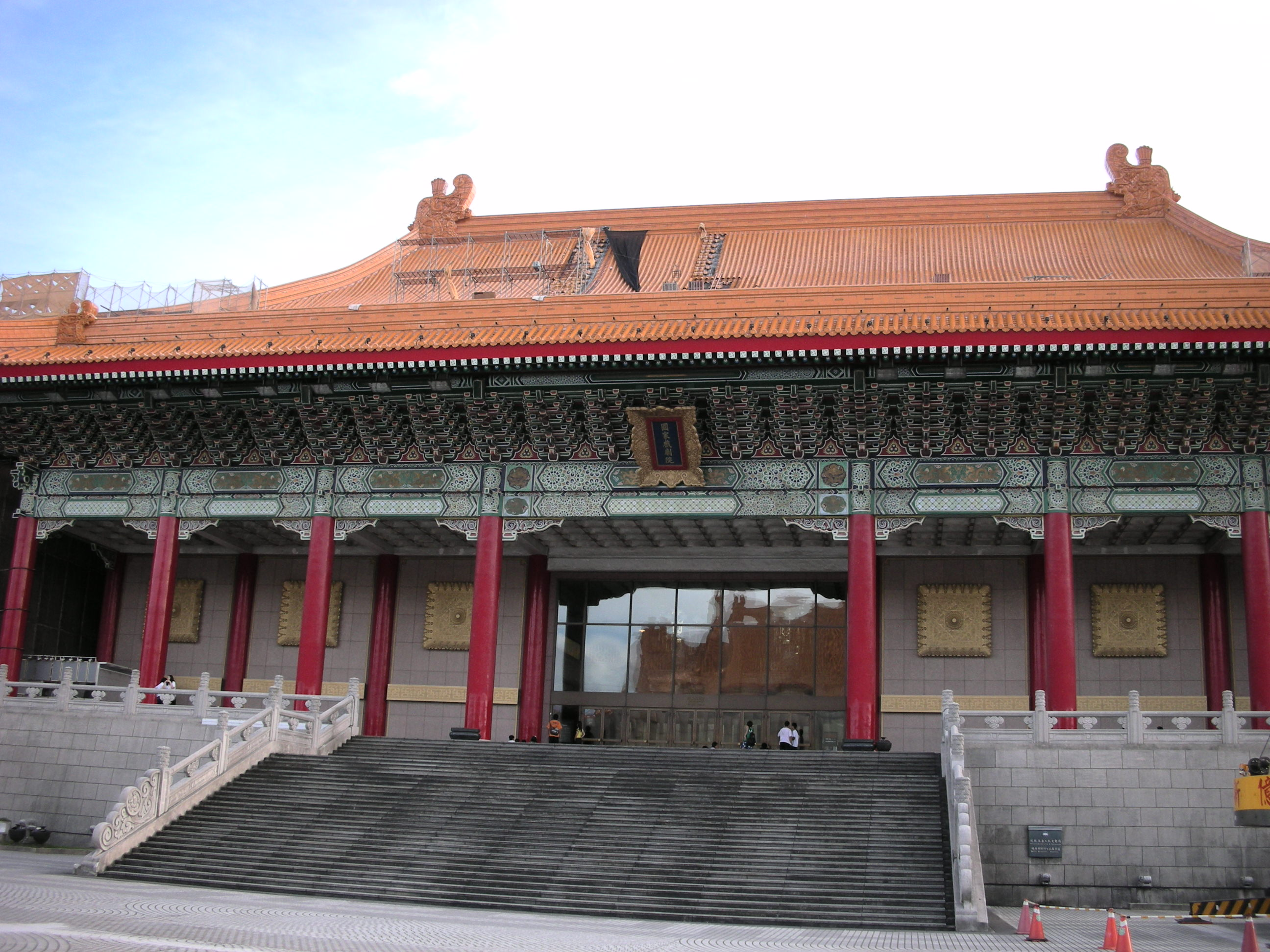
Aufgang zum Nationalmuseum
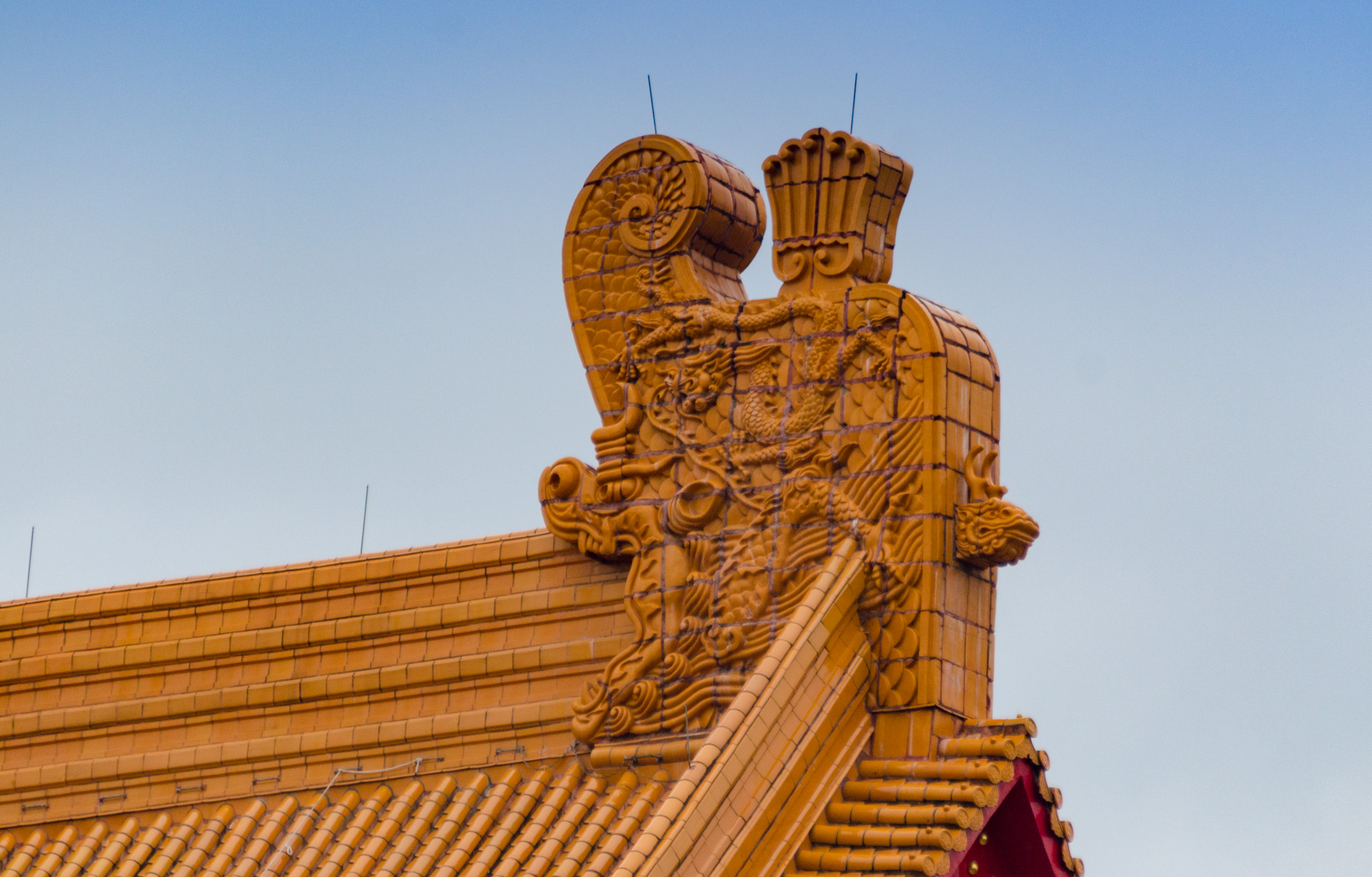
Chiwen
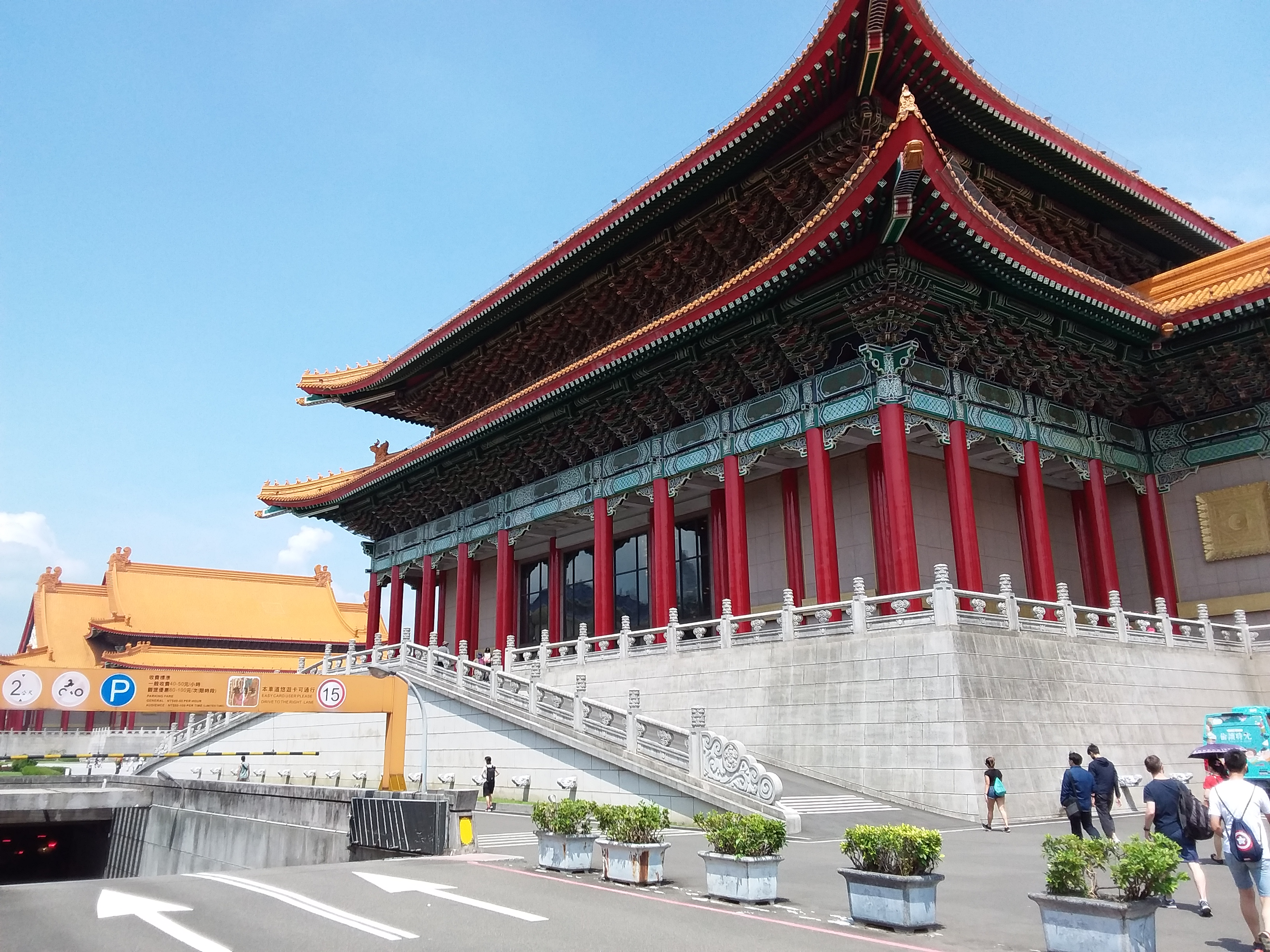
Tiefgarageneinfahrt

### Innen
Die Innenausstattung der Gebäude entspricht dem zeitgenössischen Stil. Der Hauptsaal des Nationaltheaters ist für 1500 Besucher ausgelegt. Im großen Saal der Konzerthalle finden 2000 Besucher Platz. Auf der Rückseite der Bühne im Konzertsaal befindet sich eine weit ausladende Orgel. Zum Zeitpunkt des Baus war es die größte Orgel in Asien. Im Konzertsaal werden sowohl klassische Konzerte als auch moderne Musik geboten. Als Beispiele sind ein Konzert des Berliner Philharmonischen Orchesters unter der Leitung von Simon Rattle, das wegen seines großen Publikumsinteresses auch auf dem Platz vor dem Konzerthaus übertragen wurde sowie ein Chorkonzert des Defrost Youth Choir, einem der führenden Jugendchöre Norwegens, genannt. Das Konzerthaus ist auch das Stammhaus des NTNU (National Taiwan Normal University) Symphony Orchestra.

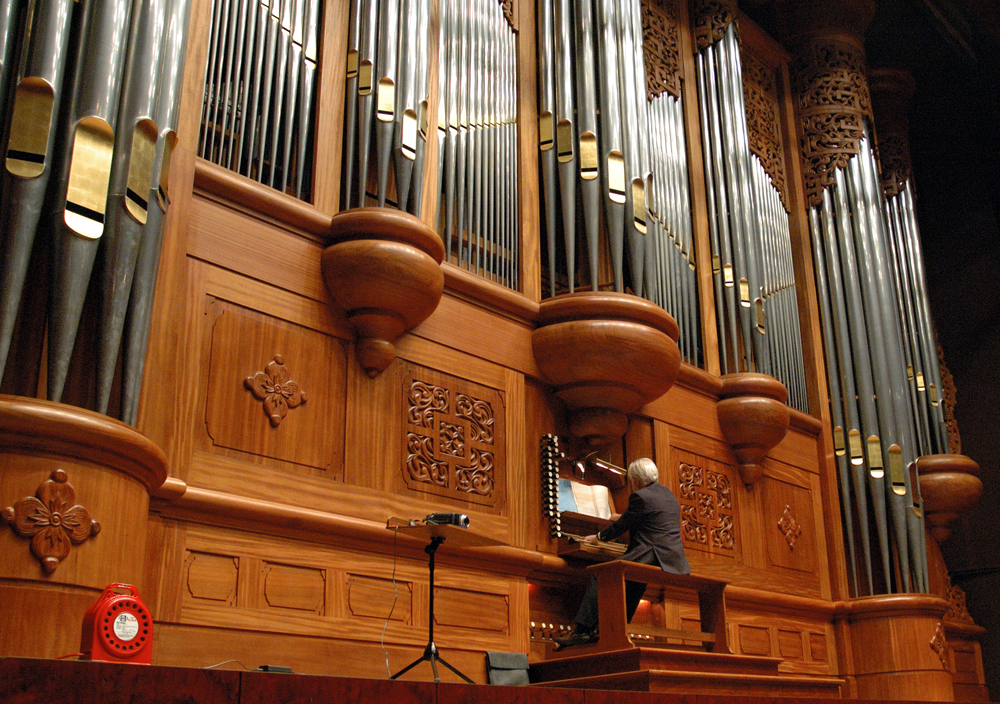
Orgel
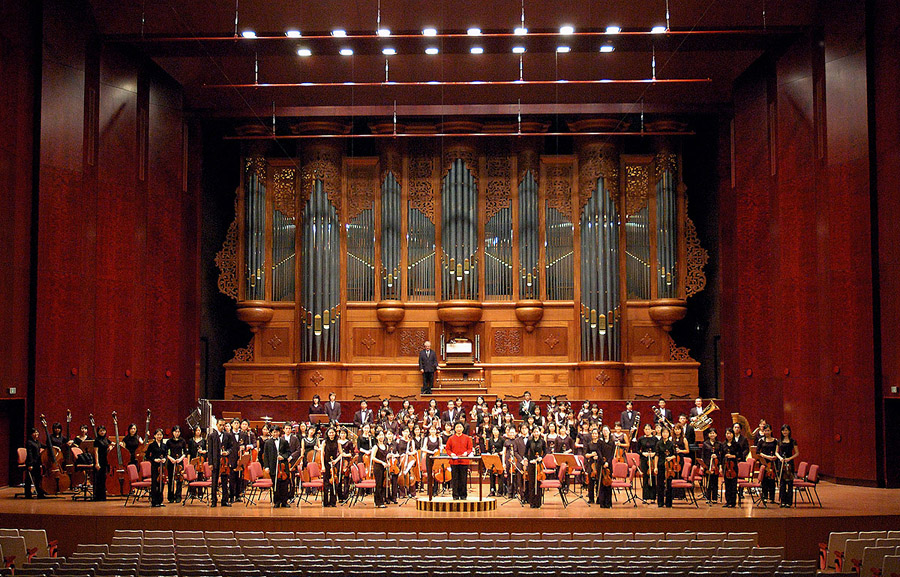
NTNU Symphony Orchestra
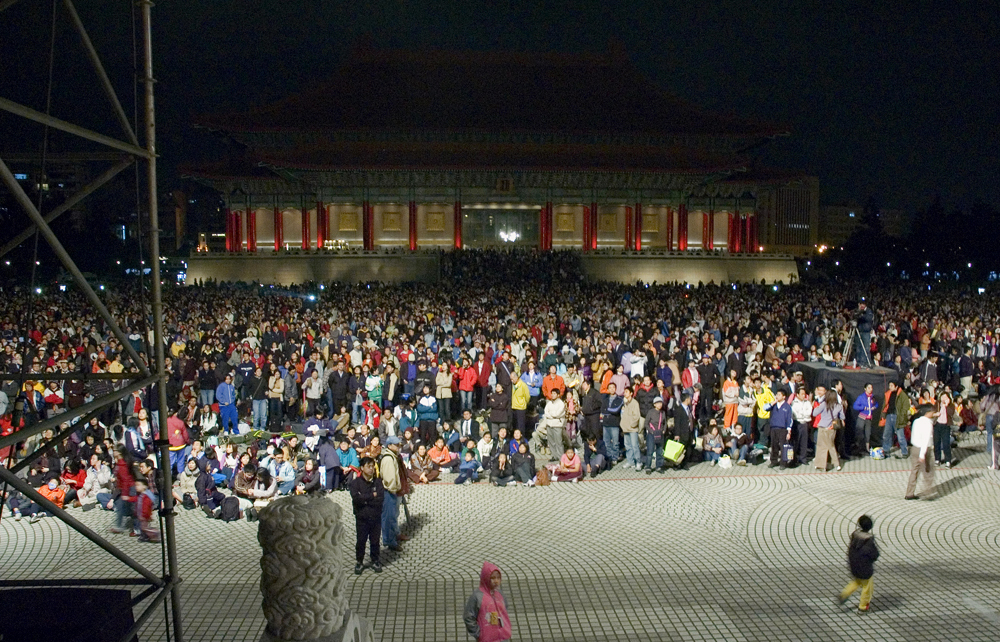
Übertragung des Konzerts der Berliner Philharmoniker
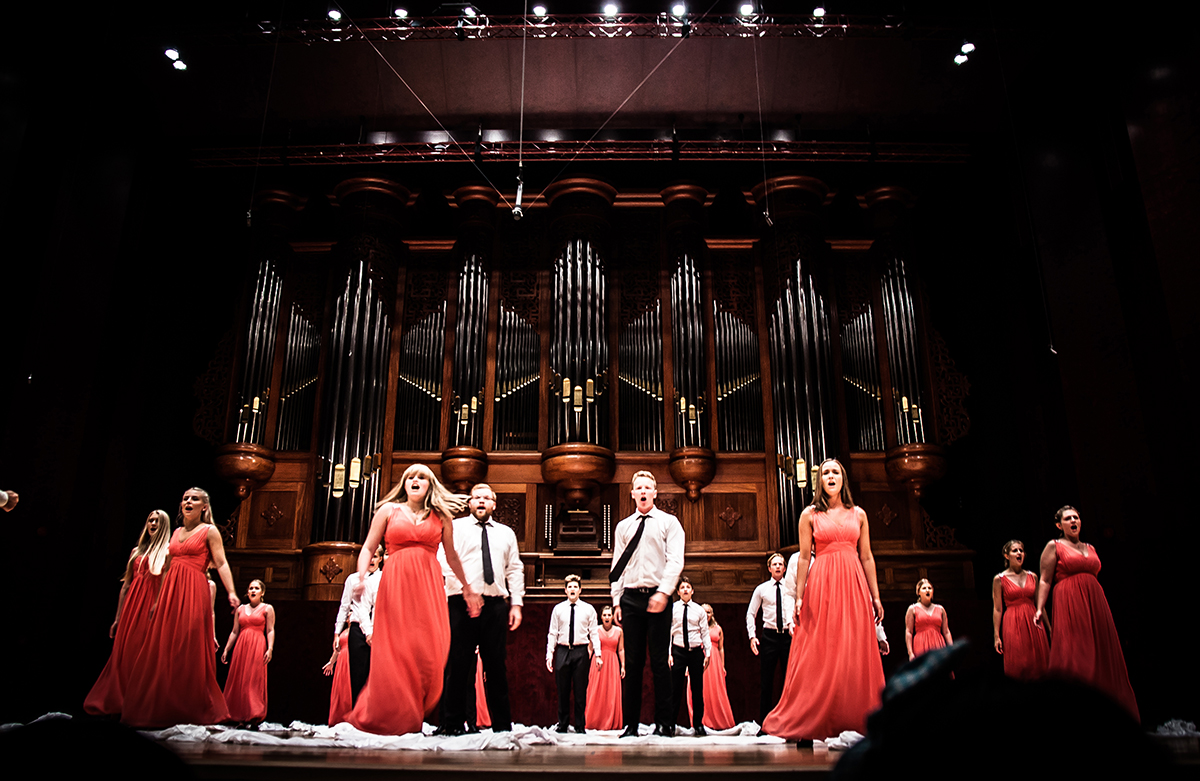
Defrost Youth Choir

In jedem Haus können mehrere Veranstaltungen gleichzeitig stattfinden. Das Nationaltheater enthält einen kleineren Saal für experimentelles Theater, der 180 Besucher fasst. Die Konzerthalle verfügt über einen kleinen Saal für Liederabende, Vorträge und Sonderveranstaltungen, in dem 350 Besucher Platz finden. Parallel dazu können auch im Freien Veranstaltungen auf dem Vorplatz abgehalten werden. Im Nationaltheater befinden sich außerdem Büros, Verwaltungseinrichtungen, eine Bibliothek für darstellende Kunst sowie Räume, die vom Publikum für kulturelle Informationen und Diskussionen genutzt werden können. Für die Besucher befinden sich Parkmöglichkeiten in einer Tiefgarage.